# Kenan Karışık
Kenan Karışık (* 23. April 1987 in Sjenica) ist ein ehemaliger türkischer Fußballspieler.

## Karriere
Karışık kam 1987 im damals jugoslawischen Sjenica als Sohn von islamischen Eltern auf die Welt. Nach dem Ausbruch der Jugoslawienkriege flüchtete die Familie in die Türkei. In der Türkei ließ man sich im Istanbuler Bezirk Bayrampaşa nieder, einem Stadtteil mit sehr hohen Anteil an Menschen mit bosnischer Abstammung. Hier nahm die Familie die türkische Staatsangehörigkeit an und auch den Nachnamen Karışık. Im Viertel Bayrampaşa begann der kleine Kenan 1999 in der Jugend von Yıldırım Bosnaspor, der Sportverein der bosnischstämmigen Bevölkerung, mit dem Vereinsfußball. Zur Spielzeit 2004/05 erhielt Karışık bei dem damaligen Drittligisten einen Profivertrag und begann in der Rückrunde der Saison 2004/05 für die Mannschaft seine ersten Pflichtspiele zu absolvieren. In der nächsten Saison eroberte sich Karışık im Saisonverlauf einen Stammplatz und behielt diesen bis zum Saisonende.
Nachdem Bosnaspor zum Sommer 2006 den Klassenerhalt in der 3. Liga verpasst hatte, wechselte Karışık zur Saison 2006/07 zum Viertligisten Altınordu Izmir. Für diesen Verein spielte er nur eine Spielzeit, in der er nur sporadisch zu Spieleinsätzen kam. So wechselte Karışık zum Sommer zum Ligakonkurrenten Nazilli Belediyespor. Bei diesem Verein gelang ihm auf Anhieb der Sprung in die Stammmannschaft. Diesen Stammplatz behielt Karışık seine gesamte vierjährige Tätigkeit bei Nazilli Belediyespor über.
Im Sommer 2011 wechselte dann Karışık in die TFF 2. Lig zu Konya Şekerspor. Bei diesem Verein, der seinen Namen im Sommer 2012 in Anadolu Selçukluspor änderte, spielte er zwei Jahre durchgängig.
Zur Spielzeit 2013/14 wechselte Karışık in die TFF 1. Lig zum Aufsteiger Fethiyespor. Nachdem dieser Klub zum Saisonende den Klassenerhalt verfehlt hatte, wechselte Karışık zum Zweitligisten Şanlıurfaspor.
Nachdem er Rückrunde der Saison 2015/16 beim Erstligisten mit lediglich drei Pokaleinsätzen verbracht hatte, wechselte er zur neuen Saison zum Zweitligisten Altınordu Izmir und von hier in der Wintertransferperiode zum Ligarivalen Samsunspor. Nachdem dieser zum Sommer 2018 Verein den Klassenerhalt verfehlt hatte, wechselte Karışık zum Zweitligisten Adanaspor. Letzte Station seiner Karriere war Bayrampaşaspor.